# Montfalcon
Montfalcon is een gemeente in het Franse departement Isère (regio Auvergne-Rhône-Alpes) en telt 99 inwoners (1999). De plaats maakt deel uit van het arrondissement Grenoble.

## Geografie
De oppervlakte van Montfalcon bedraagt 5,7 km², de bevolkingsdichtheid is 17,4 inwoners per km².
De onderstaande kaart toont de ligging van Montfalcon met de belangrijkste infrastructuur en aangrenzende gemeenten.

## Demografie
Onderstaande figuur toont het verloop van het inwonertal (bron: INSEE-tellingen).